# Cerimônia de abertura dos Jogos Olímpicos de Verão de 1992
A cerimônia de abertura dos Jogos Olímpicos de Verão de 1992, aconteceu no dia 25 de Julho de 1992, no Estádio Olímpico de Montjuic.

## Programação

### ¡Hola!
A primeira parte da cerimônia, começou após a contagem regressiva de 25 segundos, com um ramo de flores desenhado no centro do estádio, e, soando uma música composta por Carles Santos, o ramo vira vários outros desenhos até formar a palavra "Hola!". No fim, é formado o logotipo dos jogos.

### Hinos
As bandeiras de Catalúnia, Barcelona e Espanha entram no estádio. Assim, é tocado o hino de Catalúnia, para a entrada das autoridades, para depois, ser tocado a Marcha Real. Para finalizar este segmento, 7 aviões da Patrulha Aérea Espanhola cruzam o estádio de Leste à Oeste.

### Benvinguts
Montserrat Caballé e Josep Carreras interpretam a tradicional canção catalã de boas-vindas "Benvinguts". Com isso, 600 bailarinos, todos vestidos de branco, formam os cinco anéis olímpicos e dançam a sardana,a dança tradicional catalã aonde qualquer um pode entrar. No fim, esses bailarinos fazem o desenho de um coração e levantam panos vermelhos.

### Terra de Paixão[1]
360 percussionistas entram no estádio, representando as mais antigas tradições medievais das terras de Aragão. Depois, 300 músicos surgem. Junto com eles, pessoas fantasiadas de elementos que fazem parte de uma pintura espanhola aparecem no palco. Os músicos formam um grande círculo no centro do estádio. Logo após, no palco, aparece Plácido Domingos, que ao som de sua música, subitamente entra Cristina Hoyos montada em um cavalo negro. Assim, continuando no centro das atenções, Cristina interpreta a dança flamenca para finalizar este segmento.

### El Mar Mediterráneo
Neste segmento, foi apresentada a cultura mediterrânea, cultura do "Mar Olímpico". Começa com a primeira corrida olímpica, realizada por Hércules, uma corrida de leste a oeste, guiada pelos raios do sol. Cruza os limites do mundo e cria o Mar Mediterrâneo.
Depois, na representação, um barco é atacado por um terrível monstro. Apenas um dos tripulantes sobrevive,este funda a cidade de Barcelona. No fim deste segmento um mosaico gigante é indicado em um lado do estádio que representa as Ramblas e as torres do templo da Sagrada Família

### Ryuichi Sakamoto
Neste segmento, Ryuichi Sakamoto, um compositor japonês da trilha do filme "O Último Imperador da China", se apresenta. Este foi o segmento de "passagem" da parte artística para a parte protocolar.

### Desfile das Delegações
Na introdução, 18 crianças com uma roupa branca, fizeram acrobacias ao entrarem no estádio. Depois, 5 fileiras de crianças(na ordem da direita para esquerda, azul, amarelo, preto, verde e vermelho) entraram no estádio, também fazendo acrobacias.O COOB tinha duas línguas oficiais o espanhol e catalão.Pela Carta Olímpica quando isso acontece a língua oficial deve ser a francesa,a mesma carta obriga que a Grécia por ter sido o berço dos Jogos Olímpicos seja a primeira delegação a entrar.
| Ordem | País | Nome em Catalão              | Nome em Espanhol              | Porta-bandeira          | Esporte            |
| ----- | ---- | ---------------------------- | ----------------------------- | ----------------------- | ------------------ |
| 1     | GRE  | Grècia                       | Grecia                        | Labros Papakostas       | Salto em Altura    |
| 2     | AFG  | Afganistan                   | Afganistan                    | Não enviou Atletas      |                    |
| 3     | RSA  | Sud-africa                   | Sudafrica                     | Jan Tau                 | Maratona           |
| 4     | ALB  | Albània                      | Albania                       | Kristo Robo             |                    |
| 5     | ALG  | Algèria                      | Algeria                       |                         |                    |
| 6     | GER  | Alemanya                     | Alemania                      | Manfred Klein           | Remo               |
| 7     | AND  | Andorra                      | Andorra                       | Maggy Moreno            | Salto em Altura    |
| 8     | ANG  | Angola                       | Angola                        | Nacera Boukamoun        |                    |
| 9     | ANT  | Antigua i Barbuda            | Antigua y Barbuda             |                         |                    |
| 10    | AHO  | Antilles Holandeses          | Antillas Neerlandesas         |                         |                    |
| 11    | KSA  | Aràbia Saudita               | Arábia Saudí                  |                         |                    |
| 12    | ARG  | Argentina                    | Argentina                     | Marcelo Garraffo        | Hóquei sobre Grama |
| 13    | ARU  | Aruba                        | Aruba                         | Lucien Dirksz           |                    |
| 14    | AUS  | Austràlia                    | Australia                     | Jenny Donnet            |                    |
| 15    | AUT  | Áustria                      | Austria                       | Elisabeth Max-Theurer   |                    |
| 16    | BAH  | Bahames                      | Bahamas                       |                         |                    |
| 17    | BRN  | Bahrain                      | Beréin                        |                         |                    |
| 18    | BAN  | Bangla Desh                  | Bangladesh                    |                         |                    |
| 19    | BAR  | Barbados                     | Barbados                      |                         |                    |
| 20    | BEL  | Bèlgica                      | Belgica                       | Frans Peeters           |                    |
| 21    | BIZ  | Belize                       | Belice                        |                         |                    |
| 22    | BEN  | Bénín                        | Benin                         | Sonya Agbéssi           | Atletismo          |
| 23    | BER  | Bermudes                     | Bermudas                      |                         |                    |
| 24    | BHU  | Bhutan                       | Bhután                        | Jubzhang Jubzhang       | Tiro com Arco      |
| 25    | BOL  | Bolívia                      | Bolivia                       | Policarpio Calizaya     | Atletismo          |
| 26    | BIH  | Bòsnia i Hercegovina         | Bosnia Herzegovina            |                         |                    |
| 27    | BOT  | Botswana                     | Botswana                      |                         |                    |
| 28    | BRA  | Brasil                       | Brasil                        | Aurélio Miguel          | Judô               |
| 29    | BRU  | Brunei                       | Brunei                        | Não enviou Atletas      |                    |
| 30    | BUL  | Bulgària                     | Bulgaria                      | Ivailo Yordanov         | Luta               |
| 31    | BFA  | Burkina Faso                 | Burkina Faso                  |                         |                    |
| 32    | ICA  | Illes Caiman                 | Islas Caiman                  |                         |                    |
| 33    | CMR  | Camerun                      | Camerun                       |                         |                    |
| 34    | CAN  | Canadà                       | Canada                        | Michael Smith           | Atletismo          |
| 35    | CAF  | República Centreafricana     | Republique Centroafricana     |                         |                    |
| 36    | CHI  | Xile                         | Chile                         |                         |                    |
| 37    | CHN  | República Popular de la Xina | República Popular de la China | Song Ligang             | Basquetebol        |
| 38    | CYP  | Xipre                        | Chipre                        | Marios Hadjiandreou     | Salto Triplo       |
| 39    | COL  | Colombia                     | Colombia                      |                         |                    |
| 40    | CGO  | República del Congo          | República del Congo           |                         |                    |
| 41    | COK  | Illes Cook                   | Islas Cook                    |                         |                    |
| 42    | KOR  | Corea                        | República del Corea           |                         |                    |
| 43    | CIV  | Costa d'Ivori                | Costa del Marfil              |                         |                    |
| 44    | CRC  | Costa Rica                   | Costa Rica                    |                         |                    |
| 45    | CRO  | Croàcia                      | Croacia                       | Goran Ivanisevic        | Tênis              |
| 46    | CUB  | Cuba                         | Cuba                          | Hector Millan           | Greco Romana       |
| 47    | DEN  | Dinamarca                    | Dinamarca                     | Jørgensen Bojsen-Møller | Vela               |
| 48    | DJI  | Djibouti                     | Djibouti                      |                         |                    |
| 49    | DOM  | República Dominicana         | República Dominicana          |                         |                    |
| 50    | ECU  | Equador                      | Ecuador                       | Maria Cangá             | Judô               |
| 51    | EGY  | Egipte                       | Egipto                        |                         |                    |
| 52    | UAE  | Emirats Àrabs Unis           | Emirados Árabes Unidos        |                         |                    |
| 53    | EUN  | Equip Unificat               | Equipo Unificada              | Aleksandr Karelin       | Greco Romana       |
| 54    | SLO  | Eslovènia                    | Eslovenia                     |                         |                    |
| 55    | USA  | Estats Unis d'Amèrica        | Estados Unidos de America     | Francie Smith           | Maratona           |
| 56    | EST  | Estònia                      | Estonia                       | Heino Lipp              | Decatlo            |
| 57    | ETH  | Etiòpia                      | Etiopia                       |                         |                    |
| 58    | FIJ  | Fiji                         | Fiji                          |                         |                    |
| 59    | FIN  | Finlàndia                    | Finlandia                     | Harri Koskela           | Greco Romana       |
| 60    | FRA  | França                       | Francia                       | Jean François Lamour    | Esgrima            |
| 61    | GAB  | Gabon                        | Gabon                         |                         |                    |
| 62    | GAM  | Gàmbia                       | Gambia                        |                         |                    |
| 63    | GHA  | Ghana                        | Ghana                         |                         |                    |
| 64    | GBR  | Gran Bretanya                | Gran Bretaña                  | Steve Redgrave          | Remo               |
| 65    | GRN  | Granada                      | Granada                       |                         |                    |
| 66    | GUM  | Guam                         | Guam                          |                         |                    |
| 67    | GUA  | Guatemala                    | Guatemala                     |                         |                    |
| 68    | GUI  | Guinea                       | Guinea                        |                         |                    |
| 69    | GEQ  | Guinea Equatorial            | Guinea Equatorial             |                         |                    |
| 70    | GUY  | Guaiana                      | Guyana                        |                         |                    |
| 71    | HAI  | Haití                        | Haiti                         |                         |                    |
| 72    | HON  | Hondures                     | Honduras                      |                         |                    |
| 73    | HKG  | Hong Kong                    | Hong Kong                     |                         |                    |
| 74    | HUN  | Hongria                      | Hungary                       | Tibor Komaromi          |                    |
| 75    | IND  | Índia                        | India                         |                         |                    |
| 76    | INA  | Indonèsia                    | Indonesia                     |                         |                    |
| 76    | IRI  | Repùblica Islàmica de l'Iran | República Islámica del Iran   |                         |                    |
| 77    | IRQ  | Iraq                         | Irak                          |                         |                    |
| 78    | IRL  | Irlànda                      | Irlanda                       |                         |                    |
| 79    | ISL  | Islàndia                     | Islándia                      |                         |                    |
| 80    | ISR  | Israel                       | Israel                        |                         |                    |
| 81    | ITA  | Itàlia                       | Italia                        |                         |                    |
| 82    | JAM  | Jamaica                      | Jamaica                       |                         |                    |
| 83    | JPN  | Japó                         | Japon                         |                         |                    |
| 84    | JOR  | Jordània                     | Jordania                      |                         |                    |
| 85    | LAO  | Laos                         | Laos                          |                         |                    |
| 169   | ESP  | Espanya                      | España                        | D.Felipe de Borubon     | Vela               |

### Bandeira Olímpica
Ao som da música de Agnes Baltsa como cantora e Mikis Theodorakis como maestro, a bandeira olímpica entrou no estádio. O Hino Olímpico foi cantado por Alfredo Kraus, nas duas línguas oficiais dos Jogos.O espanhol e o catalão.

### Tocha Olímpica
A tocha olímpica foi conduzida por grandes atletas espanhóis, até chegar a flecha de Antonio Rebollo, arqueiro paraolímpico, que lançou o fogo até a pira.

### Juramentos
Luis Doreste Blanco, ouro em Los Angeles 1984, fez o juramento dos atletas. Quando estava falando, ele esqueceu o seguinte trecho: "Que participareos en estos juegos olimpicos...Compliendo con sus regulamientos...". O dos árbitros foi feito por Eugeni Asensio, árbitro da FINA.

### "Amigos Para Siempre"
Os jogos já começaram com um recorde mundial, a maior bandeira olímpica do mundo, com 114 metros de largura, e tudo isso, ao som de "Amigos Para Siempre"

## Controvérsias
O arqueiro paraolímpico Antonio Rebollo disparou uma flecha com fogo até a Pira Olímpica desde o lado oposto do estádio. Ele foi orientado para a flecha passar por cima da Pira Olímpica o gás que manteria a ela acesa já estava ligado.